# Tiqqi
Tiqqi (àrab: تيقي, Tīqī; amazic estàndard marroquí: ⵜⵉⵇⵉ, Tiqi) és una comuna rural de la prefectura d'Agadir Ida-Outanane, a la regió de Souss-Massa, al Marroc. Segons el cens de 2014 tenia una població total de 8.773 persones.